# Sommargårdsarbetarnas riksorganisation
Sommargårdsarbetarnas riksorganisation (SARO) är en rikstäckande facklig organisation för anställda på sommarlovskolonier – kollo. Organisationen bildades 1974 i samband med att villkoren för personalen på Barnens Ö varit kraftigt eftersatta i många år. Under storhetstiden, 1988-1994 var organisationsgraden hos kollopersonalen närmare 100 % och SARO tecknade jämte Kommunal och Lärarförbundet kollektivavtalen med Stockholms stad. 1997 lades organisationen i träda för att återuppstå i början av 2000-talet. 
Idag är det framför allt kolloarbetare på Barnens Ö som är medlemmar. Lokalavdelningarna i Eskilstuna, Malmö och Göteborg är fortfarande vilande.